# Grigori Martirosjan
Grigori Martirosjan (orm. Գրիգորի Մարտիրոսյան; ur. 14 listopada 1978 w Stepanakercie) – karabachski ekonomista narodowości ormiańskiej, nauczyciel akademicki i polityk, w latach 2018–2021 minister stanu Górskiego Karabachu.

## Życiorys
Ukończył studia ekonomiczne na Państwowym Uniwersytecie Górskiego Karabachu (1999) i Państwowym Uniwersytecie w Erywaniu (2001). Na drugiej uczelni w 2004 obronił pracę doktorską. Pracował jako specjalista w państwowych urzędach statystycznym i zamówień publicznych, gdzie był od 2007 wiceszefem. Od 2005 do 2007 zatrudniony w ministerstwie finansów, w którym w 2008 objął funkcję wiceministra (w 2015 awansowany na pierwszego wiceministra). Od 2010 wykładał na Państwowym Uniwersytecie Górskiego Karabachu. 25 września 2017 został ministrem finansów.
8 czerwca 2018 objął stanowisko ministra stanu Górskiego Karabachu.